# Disperzija (hemija)

Materijal koji sadrži više od jedne faze,gde se najmanje jedna od faza sastoji od fino razdeljenih faznih domena, često u opsegu koloidnih veličina, raspršenih u neprekidnoj fazi.
Napomena 1: Modifikacija definicije u ref.

Disperzija  je sistem u kome su distribuirane čestice jednog materijala raspršene u kontinuiranoj fazi drugog materijala. Ove dve faze mogu biti u istom ili različitim stanjima materije. 
Disperzije se klasifikuju na više različitih načina, uključujući veličinu čestica u odnosu na čestice kontinualne faze, da li dolazi do taloženja ili ne, i po prisustvu Braunovog kretanja. Generalno, disperzije čestica koje su dovoljno velike za sedimentaciju nazivaju se suspenzijama, dok se one s manjim česticama nazivaju koloidi i rastvori.

## Struktura i svojstva
Disperzije ne ispoljavaju bilo kakav vid strukture; i.e., pretpostavlja se da su čestice (ili u slučaju emulzija: kapljice) raspršene u tečnoj ili čvrstoj matrici („disperzionom medijumu”) statistički distribuirane. Prema tome, za disperzije se obično pretpostavlja da teorija perkolacije na odgovarajući način opisuje njihova svojstva.
Međutim, teorija perkolacije se može primeniti samo ako je sistem koji treba opisati u termodinamičkoj ravnoteži ili blizu nje. Sproveden je veoma mali broj studija o strukturi disperzija (emulzija), mada postoji izobilje disperzionih tipova i oblika upotrebe. U daljem tekstu su razmatrane samo disperzije sa prečnikom raspršene faze manjim od 1 µm. Da bi se razumelo formiranje i svojstva takvih disperzija (uključujući emulzije), mora se uzeti u obzir da dispergovana faza ispoljava „površinu”, koja je pokrivena („ovlažena”) različitom „površinom”, koja stoga formira interfejs (hemija). Obe površine moraju biti formirane (što zahteva velike količine energije), a međupovršinski napon (razlika površinskih napona) ne kompenzuje za unos energije, ako uopšte i doprinosi.
Eksperimentalni dokazi sugerišu da disperzije imaju strukturu koja se veoma razlikuje od bilo koje vrste statističke raspodele (koja bi bila karakteristika sistema u termodinamičkoj ravnoteži), već za razliku od toga manifestuju strukture slične samoorganizaciji, koje se mogu opisati neravnotežnom termodinamikom. To je razlog zašto se neke tečne disperzije pretvaraju u gelove ili čak čvrste materijale pri koncentraciji dispergovane faze iznad kritične koncentracije (koja zavisi od veličine čestica i međufazne napetosti). Takođe, objašnjeno je iznenadno pojavljivanje provodljivosti u sistemu dispergovane provodne faze u izolacionoj matrici.

## Proces disperzije
Disperzija je proces kojim se (u slučaju dispergovanja čvrstog materijala u tečnosti) aglomerirane čestice razdvajaju jedna od druge i stvara se nova veza između unutrašnje površine tečnog disperzionog medijuma i površine dispergovanih čestica. Ovaj proces je olakšan molekularnom difuzijom i konvekcijom.
U pogledu molekularne difuzije, disperzija nastaje kao rezultat nejednake koncentracije uvedenog materijala u glavnom medijumu. Kada se disperzovani materijal prvi put unese u većinski medijum, oblast u kojoj se uvodi tada ima višu koncentraciju tog materijala od bilo koje druge tačke u masi. Ova nejednaka raspodela rezultira u gradijentu koncentracije koji pokreće disperziju čestica u mediju tako da koncentracija postane konstantna po celoj masi. U pogledu konvekcije, varijacije u brzini između puteva protoka u masi olakšavaju distribuciju disperznog materijala u medijumu.
Iako oba fenomena transporta doprinose disperziji materijala u glavnom medijumu, mehanizam disperzije se prvenstveno pokreće konvekcijom u slučajevima kada postoji značajan turbulentni protok u masi. Difuzija je dominantan mehanizam u procesu disperzije u slučajevima kada je turbulencija u masi mala ili je nema, tako da molekularna difuzija može da omogući raspršivanje tokom dugog vremenskog perioda. Ovi fenomeni se ispoljavaju u vidu zajedničkih stvarnih događaja. Molekuli u kapi boje koja se dodaje vodi će se konačno raspršiti po čitavom mediju, pri čemu su efekti molekularne difuzije očigledniji. Međutim, mešanje smeše kašikom stvara turbulentne tokove u vodi koji ubrzavaju proces disperzije putem konvekcijom dominiranog raspršivanja.

## Stepen disperzije
Termin disperzija se takođe odnosi na fizičko svojstvo stepena u kojem se čestice sjedinjuju u aglomerate ili agregate. Iako se ova dva termina često sinonimno koriste, prema definicijama ISO nanotehnologije, aglomerat je reverzibilna kolekcija slabo vezanih čestica, na primer van der Valsovim silama ili fizičkim upletanjem, dok je agregat sastavljen od nepovratno vezanih ili spojenih čestica, za primer putem kovalentnih veza. Potpuna kvantifikacija disperzije bi uključivala veličinu, oblik i broj čestica u svakom aglomeratu ili agregatu, jačinu sila između čestica, njihovu ukupnu strukturu i njihovu distribuciju unutar sistema. Međutim, kompleksnost se obično smanjuje upoređivanjem izmerene raspodele veličine „primarnih” čestica u odnosu na aglomerate ili agregate. Kada se govori o suspenzijama čvrstih čestica u tečnim medijima, zeta potencijal se najčešće koristi za kvantifikaciju stepena disperzije, pri čemu se suspenzije koje imaju visoku apsolutnu vrednost zeta potencijala smatraju dobro dispergovanim.

## Tipovi disperzije
Rastvor opisuje homogenu mešavinu jednog materijala raspršenog u drugi. Dispergovane čestice neće se taložiti ako se rastvor ostavi da stoji tokom dužeg vremenskog perioda. Koloid je heterogena mešavina jedne faze u drugoj, gde su obično raspršene čestice u opsegu veličina od 1 do 1000 nm. Kao i rastvori, raspršene čestice se neće taložiti ako se koloidni rastvor ostavi da stoji tokom dužeg vremenskog perioda. Suspenzija je heterogena disperzija većih čestica u mediju. Za razliku od rastvora i koloida, ako se suspenzija ostavi da stoji tokom dužeg vremenskog perioda, suspendovane čestice će se izdvojiti iz smeše. 
Dok se suspenzije mogu relativno jednostavno razlikovati od rastvora i koloida, razlika između rastvora i koloida nije uvek očigledna, jer čestice koje su raspršene u mediju mogu biti premale da bi se razlikovale golim okom. Umesto toga, koristi se Tindalov efekat za razlikovanje rastvora i koloida. Zbog postojanja različitih definicija rastvora, koloida i suspenzija u literaturi, teško je označiti svaku klasifikaciju specifičnim opsegom veličina čestica. 
Pored klasifikacije prema veličini čestica, disperzije se mogu obeležiti i kombinacijom dispergovane faze i medijumske faze u kojoj su čestice suspendovane. Aerosolovi su tečnosti raspršene u gasu, solovi su čvrste materije u tečnostima, emulzije su tečnosti dispergovane u tečnostima (preciznije disperzija dve nemešljive tečnosti), a gelovi su tečnosti raspršene u čvrstim materijama.
| Faze komponenti       | Faze komponenti      | Homogene smeše                                        | Heterogene smeše                                                                        | Heterogene smeše |
| Dispergovani material | Kontinuirani medijum | Rastvor: efekat Rejlijevog rasejanja vidljivom svetlu | Koloid (male čestice): Tindalov efekat u vidljivoj svetlosti u blizini površine         | Suspenzija (velike čestice): nema značajnog uticaja na vidljivu svetlost |
| --------------------- | -------------------- | ----------------------------------------------------- | --------------------------------------------------------------------------------------- | --- |
| Gas                   | Gas                  | Gas smeša: vazduh (kiseonik i drugi gasovi u azotu)   |                                                                                         | |
| Tečnost               | Gas                  |                                                       | Aerosol: magla, izmaglica, para, sprejevi za kosu, vlažan vazduh                        | Aerosol: kiša (takođe proizvodi duge prelamanjem na kapljicama vode) |
| Čvrst materijal       | Gas                  |                                                       | Čvrsti aerosol: dim, oblak, vazdušni fini prahovi                                       | Čvrsti aerosol: prašina, peščana oluja, ledena magla, piroklastični tok |
| Gas                   | Tečnost              | Kiseonik u vodi                                       | Pena: šlag, pena za brijanje                                                            | Penušava pena, kipuća voda, gazirana i penušava pića |
| Tečnost               | Tečnost              | Alkoholna pića (kokteli), sirupi                      | Emulzija: miniemulzija, makroemulzija, mleko, majonez, krema za ruke, hidratisani sapun | nestabilna emulzija sapunskih mehura (pri sobnoj temperaturi, s efektom prelivajućih boja na svetlu uzrokovanim isparavanjem vode; suspenzija tečnosti se i dalje održava površinskim naponom sa gasom unutar i izvan mehura, i surfakantskim efektima koji se umanjuju usled isparavanja; konačno mehur puca kada više nema emulzije, a efekat smicanja micela nadmaši površinski napon umanjen isparavanjem vode iz njih) |
| Čvrst materijal       | Tečnost              | Šećer u vodi                                          | Sol: pigmentisano mastilo, krv                                                          | Blato (čestice tla, gline ili mulja suspendovane u vodi, lahar, živi pesak), vlažni malter/cement/beton, kredni prah suspendovan u vodi, tok lave (mešavina rastopljenog i čvrstog kamena), topeći sladoledi |
| Gas                   | Čvrst materijal      | Vodonik u metalima                                    | Čvrsta pena: aerogel, stiropor, plovućac                                                | |
| Tečnost               | Čvrst materijal      | Amalgam (živa u zlatu), heksan u parafinskom vosku    | Gel: agar, želatin, silikagel, opal; zamrznuti sladoled                                 | |
| Čvrst materijal       | Čvrst materijal      | Legure, plastifikatori u plastikama                   | Čvrsti sol: zlatno staklo                                                               | prirodni kamen, osušeni malter/cement/beton, zamrznuti mehur sapuna |

## Primeri disperzije
Mleko se često navodi kao primer emulzije, specifičnog tipa disperzije jedne tečnosti u drugoj tečnosti, pri čemu se dve tečnosti ne mešaju. Molekuli masti suspendovani u mleku pružaju način isporuke važnih vitamina i hranljivih materija rastvorljivih u mastima od majke do novorođenčeta. Mehanička, termalna ili enzimska obrada mleka manipuliše integritet ovih globula masnoće i rezultira u širokom izboru mlečnih proizvoda.
Oksidna disperziono ojačana legura (ODS) je primer disperzije čestica oksida u metalnom mediju, što poboljšava toleranciju materijala na visoku temperaturu. Zbog toga ove legure imaju nekoliko primena u industriji nuklearne energije, gde materijali moraju da izdrže ekstremno visoke temperature da ostali operativni.
Degradacija priobalnih akvifera je direktna posledica prodiranja morske vode, i njene disperzije u akviferu nakon prekomerne upotrebe akvifera. Kada je akviferni sloj iscrpljen za ljudsku upotrebu, prirodno se dopunjava podzemnom vodom koja se premešta iz drugih područja. U slučaju priobalnih akvifera, snabdevanje vodom se obnavlja sa kopnene granice s jedne strane i morske granice s druge strane. Nakon prekomernog ispuštanja, slane vode sa morske granice ulaze u akvifer i raspršuju se u slatkovodnom mediju, ugrožavajući održivost akvifera za ljudsku upotrebu. Predloženo je nekoliko različitih rešenja za prodor morske vode u priobalne akvifere, uključujući inženjerske metode veštačkog punjenja i primenu fizičkih barijera na granici mora.
Hemijski disperzanti se koriste u izlivenoj nafti kako bi se ublažili efekti izlivanja i promovisala degradacija čestica nafte. Disperzanti efikasno izoluju naftne aglomerate na vodenoj površini u manje kapljice koje se raspršuju u vodu, što snižava sveukupnu koncentraciju nafte u vodi kako bi se sprečilo dalje kontaminiranje ili uticaj na morsku biologiju i priobalne divlje životinje.